# Zmalet El Emir Abdelkader
Zmalet El Emir Abdelkader è un comune dell'Algeria, situato nella provincia di Tiaret.